# The Law That Divides
The Law That Divides er en amerikansk stumfilm fra 1918 af Howard M. Mitchell.

## Medvirkende
- Kathleen Clifford - Kathleen Preston
- Kenneth Harlan - Howard Murray
- Gordon Sackville - John Douglas
- Corinne Grant
- Patrick Calhoun - Kenneth Douglas